# Sara Carlsson
Sara Carlsson (* 26. Dezember 1986) ist eine schwedische Curlerin. 
Ihr internationales Debüt hatte Carlsson bei der Juniorenweltmeisterschaft 2008 in Östersund, wo sie die Silbermedaille gewann. 2010 vertrat sie ihr Heimatland bei der Weltmeisterschaft.

## Erfolge
- 2. Platz Juniorenweltmeisterschaft 2008